# Phong trào Ngũ tuần
Phong trào Ngũ tuần hoặc Phong trào Thất tuần (theo cách gọi của các tín hữu Tin Lành) là một trào lưu Tin Lành tập chú vào trải nghiệm cá nhân nhận lãnh sự thanh Tẩy (báp têm) bằng Chúa Thánh Linh như được ký thuật trong Tân Ước về ngày Lễ Chúa Thánh Thần Hiện Xuống (Lễ Ngũ Tuần- tiếng Hy Lạp: πεντηκοστή/pentekostē, nghĩa là năm mươi ngày sau Lễ Vượt qua). Có một số tương đồng giữa Phong trào Ngũ Tuần và Phong trào Ân tứ, nhưng trong khi tín hữu thuộc Phong trào Ân tứ vẫn duy trì sinh hoạt tại các giáo đoàn cũ thì tín hữu Ngũ tuần lại tách ra để thành lập các giáo phái Ngũ tuần (giáo hội Phúc âm Ngũ tuần). Đa số các tín hữu Ngũ Tuần tin theo giáo lý Ba Ngôi (Tam vị nhất thể), số còn lại là các tín hữu thuộc phong trào Ngũ tuần Nhất thể (Oneness Pentecostalism).

## Thần học
Mạng lưới này quảng bá mạnh mẽ các giáo lý của Phong trào Cải cách Tông đồ Mới (NAR), một phong trào tân ân tứ và của Paul Cain (1929–2019), mục sư Cơ đốc giáo Ngũ Tuần [ 13
Phần lớn tín hữu Ngũ Tuần tin rằng cần phải chấp nhận những giáo huấn của Chúa Giê-xu được chép trong Kinh Thánh để được cứu rỗi và được vào Thiên đàng, tức là những giáo lý như sự chết của Chúa Giê-xu trên thập tự giá, sự phục sinh của Chúa Giê-xu, và sự ăn năn tội. Họ tin rằng cứu rỗi là sự ban cho từ Thiên Chúa mà con người có thể nhận lãnh qua đức tin vào Chúa Giê-xu, chứ không phải bởi công đức. Tín hữu Ngũ Tuần xác tín rằng Kinh Thánh là thẩm quyền tối hậu trong lĩnh vực đức tin. Tuy nhiên, ngày càng có nhiều tranh luận về những giáo thuyết đặc thù của Ngũ Tuần như việc nói các thứ tiếng và báp têm trong Chúa Thánh Linh, mở ra những tra vấn về sự cần thiết của những điều này đối với sự cứu rỗi của mỗi cá nhân.
Nhiều người thuộc Phong trào Ngũ Tuần vẫn tiếp tục duy trì xác tín rằng việc nói các thứ tiếng là dấu hiệu của người được "báp-têm trong Thánh Linh", nhưng trải nghiệm này không được xem là cần phải có để có thể nhận lãnh sự cứu chuộc. Đối với nhiều người khác, báp-têm trong Thánh Linh chỉ được xem là một trải nghiệm phụ theo sau quyết định tiếp nhận Chúa Giê-xu để được cứu rỗi, và tin rằng sự cứu rỗi của mỗi cá nhân không phụ thuộc vào việc người ấy có nói được các thứ tiếng hay không. Trong thực tế, ngày càng có nhiều tín hữu Ngũ Tuần không còn hoặc bớt quan tâm đến việc tìm kiếm và thực hành "ân tứ" này.
Mặt khác, một số giáo phái Ngũ Tuần vẫn tiếp tục tập chú vào thông điệp cứu rỗi chép trong Công vụ các Sứ đồ 2:38, nhấn mạnh đến sự hối cải, chịu lễ báp têm trong danh của Chúa Giê-xu, rồi tiếp đến là trải nghiệm "báp têm trong Thánh Linh". Theo quan điểm này, trải nghiệm nhận lãnh Chúa Thánh Linh là điều kiện cần thiết cho sự cứu rỗi, và cần phải đi kèm với khả năng nói các thứ tiếng. Đối với họ, bất cứ ai không thể nói các thứ tiếng đều là người chưa được cứu.
Hầu hết tín hữu Ngũ Tuần tin rằng khả năng nói các thứ tiếng phục vụ hai chức năng riêng biệt: Chức năng đầu liên quan đến việc cầu nguyện, và chỉ xảy ra ở phạm vi cá nhân. Trong sự tương giao giữa tín hữu với Thiên Chúa, họ sẽ nói một loại ngôn ngữ mà chính họ cũng không thể hiểu. Theo quan điểm này, chúng không cần thiết phải là một trong những ngôn ngữ được sử dụng trên đất, đúng hơn là một loại ngôn ngữ chỉ hiện hữu trong sự thông công giữa cá nhân với Thiên Chúa. Do đó, khả năng này được xem là Glossolalia (Tiếng Lạ). Tín hữu Ngũ Tuần thực hành việc nói tiếng lạ dựa trên cách luận giải của họ về câu Kinh Thánh 1Corinthians 14:2, Chức năng thứ hai liên quan đến vai trò của khả năng nói các thứ tiếng trong cộng đồng giáo hội. Tín hữu Ngũ Tuần tin rằng qua Chúa Thánh Linh, Thiên Chúa thông công với hội thánh, không chỉ trong hiện tượng nói các thứ tiếng, mà còn bằng các phương tiện khác chẳng hạn như ân tứ nói tiên tri. Những hiện tượng này được xếp vào phạm trù ân tứ thuộc linh. Khi một người nói các thứ tiếng trong các buổi nhóm của giáo đoàn, cần có một người khác có thể thông dịch ngôn ngữ ấy. Mặt khác, một số tín hữu Ngũ Tuần tin rằng một người có thể nói một ngôn ngữ mà người ấy chưa từng biết, mà những người sử dụng ngôn ngữ ấy có thể hiểu được. Hiện tượng này được gọi là Xenoglossy (nói một ngoại ngữ trong vô thức). Tuy nhiên, có nhiều tranh cãi về tính xác thực của các ngoại ngữ được sử dụng trong hiện tượng này.
Trong khi hiện tượng nói các thứ tiếng được xem là trọng tâm của thần học Ngũ Tuần, tín hữu Ngũ Tuần cũng thừa nhận các ân tứ siêu nhiên khác đến từ Chúa Thánh Linh. Họ cũng tin rằng không phải tất cả tín hữu Cơ Đốc đều được nhận lãnh các ân tứ này. Trong số đó, có các ân tứ thường được nhắc đến như lời khôn ngoan (khả năng cung ứng các hướng dẫn tâm linh), lời tri thức (truyền đạt những thông tin chính xác từ Thánh Linh), đức tin, chữa bệnh, làm phép lạ, nói tiên tri (công bố thông điệp của Thiên Chúa, không nhất thiết là biết trước một sự việc sẽ xảy ra), phân biệt các linh (khả năng phân biệt tà linh với Thánh Linh), nói các thứ tiếng, và thông dịch các thứ tiếng.
Ngoài "ân tứ" nói các thứ tiếng, từng là một trong những đặc điểm nối kết các giáo phái Ngũ Tuần, thì hiện nay ân tứ làm phép lạ, nhất là chữa bệnh bằng đức tin, và phúc âm hưng thịnh là những giáo thuyết vẫn tiếp tục duy trì ảnh hưởng thống trị trong cộng đồng Ngũ Tuần.
Theo một cuộc khảo sát năm 2006 của Pew Forum on Religion and Public Life, "Trong 10 quốc gia được khảo sát, đa số tuyệt đối tín hữu Ngũ Tuần (từ 56% ở Hàn Quốc đến 87% ở Kenya) nói rằng họ từng có trải nghiệm hoặc chứng khiến việc chữa bệnh bằng đức tin." Tại những nước được khảo sát, không tính Hoa Kỳ và Hàn Quốc, tỷ lệ này là trên 70%.
Trong khi đó, một tỷ lệ áp đảo trong cộng đồng Ngũ Tuần tin rằng "Thiên Chúa ban sự giàu có vật chất cho tất cả tín hữu có đủ đức tin." Tại Nigeria, có đến 95% tín hữu Ngũ Tuần chấp nhận xác tín này, và 97% nói rằng, "Thiên Chúa sẽ ban sức khỏe tốt và chữa lành bệnh tật cho các tín hữu có đủ đức tin." Tại Philippines, tỷ lệ này là 99%.
Bởi vì các giáo phái Ngũ Tuần tự nhận mình có nguồn gốc từ Phong trào Giám Lý và Phong trào Thánh Khiết, nên các giáo thuyết của họ về sự cứu rỗi chịu ảnh hưởng từ thần học Arminius hơn là thần học Calvin.

## Lịch sử

### Khởi phát
Tín hữu Ngũ Tuần thường truy nguyên các xác tín của họ từ những hiện tượng xảy ra trong ngày Lễ Ngũ Tuần, được ký thuật trong chương 2 của sách Công vụ các Sứ đồ. Trong ngày ấy, Chúa Thánh Linh ban cho mười một sứ đồ khả năng nói các thứ tiếng. Tín hữu Ngũ Tuần cũng nhìn xem hội thánh tại Corinth thời xưa là hình mẫu về việc thực hành các ân tứ ấy. Họ tin rằng hội thánh Ngũ Tuần ngày nay là phiên bản đương đại của hội thánh tiên khởi trong Tân Ước. Tuy nhiên, các nhà luận giải Kinh Thánh chỉ ra rằng, những gì xảy ra trong ngày Lễ Ngũ Tuần là những trải nghiệm đột nhiên, bất khả kháng, và nhất thời, trong khi các tín hữu ở Corinth cố biến chúng thành những trải nghiệm được thực hành thường xuyên có chủ đích. Cũng theo cách luận giải này, trong thư gởi tín hữu ở Corinth (chương 12-14), mục đích của Phao-lô là giúp cho họ hiểu rằng những "ân tứ" này không phải là các giá trị căn cốt cho sự cứu rỗi và giúp ích cho tăng trưởng đời sống tâm linh, và ông khuyên họ không nên quá chú tâm vào việc tìm kiếm các ân tứ ấy. Theo các nhà luận giải Kinh Thánh, giáo đoàn Corinth lúc ấy đang lâm vào tình trạng rối ren trong các phương diện tâm linh, thần học và đạo đức. Thành phố Corinth thời ấy là một trung tâm thương mại thịnh vượng, nổi tiếng với vật giá cao và các loại hình giải trí. Có lẽ một số tín hữu ở đó cũng bị tiêm nhiễm các tập quán ngoại giáo, bắt đầu lạm dụng các ân tứ để phục vụ lợi riêng, gây chia rẽ trong hội thánh cũng như phát sinh các thói xấu như kiêu ngạo, tự tôn, và tìm kiếm sự vinh hiển cho riêng mình.

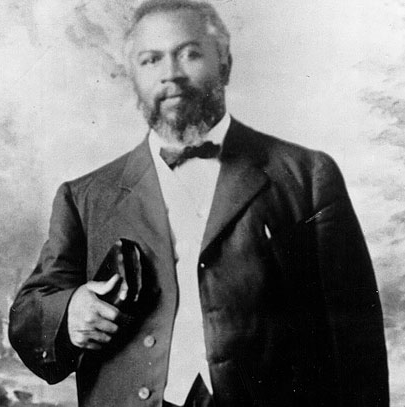
William J. Seymour, được xem người khởi phát Phong trào Ngũ Tuần.

Các sử gia tin rằng Phong trào Ngũ Tuần khởi phát từ một buổi nhóm cầu nguyện tại Trường Kinh Thánh Bethel ở Topeka, Kansas ngày 1 tháng 1 năm 1901. Sau khi nghiên cứu Kinh Thánh, nhiều người có mặt ở đó đi đến kết luận rằng nói các thứ tiếng là dấu hiệu của sự trải nghiệm báp têm trong Thánh Linh. Charles Parham, người sáng lập Trường Kinh Thánh Bethel, đến sinh sống tại Houston, Texas. Ở đây, William J. Seymour, một truyền đạo người Mỹ gốc Phi, được mời đến tham dự các lớp học Kinh Thánh của Parham. Về sau, Seymour đến Los Angeles và trở thành tác nhân khởi phát cuộc phục hưng ở Nhà thờ đường Azusa xảy ra trong tháng 4 năm 1906. Đây là một nhà thờ Giám Lý của người da đen. Sự kiện này được xem là thời điểm hình thành Phong trào Ngũ Tuần. Sự chú ý của báo giới ở Los Angeles đã góp phần đẩy mạnh sự phát triển của phong trào.
Đến cuối thập niên 1960 và đầu thập niên 1970, nhiều tín hữu thuộc các giáo hội chính lưu (mainstream) ở Hoa Kỳ, Âu châu, và những nước khác trên thế giới bắt đầu chấp nhận báp têm trong Thánh Linh là trải nghiệm nên có trong đời sống tâm linh. Từ đó hình thành Phong trào Ân tứ, qui tụ nhiều người thuộc Anh giáo, Lutheran, Công giáo, và Giám Lý. Tuy nhiên, thay vì gia nhập các giáo phái Ngũ Tuần, những người này chủ trương ở lại và tiếp tục sinh hoạt trong giáo hội của mình.

## Tập quán

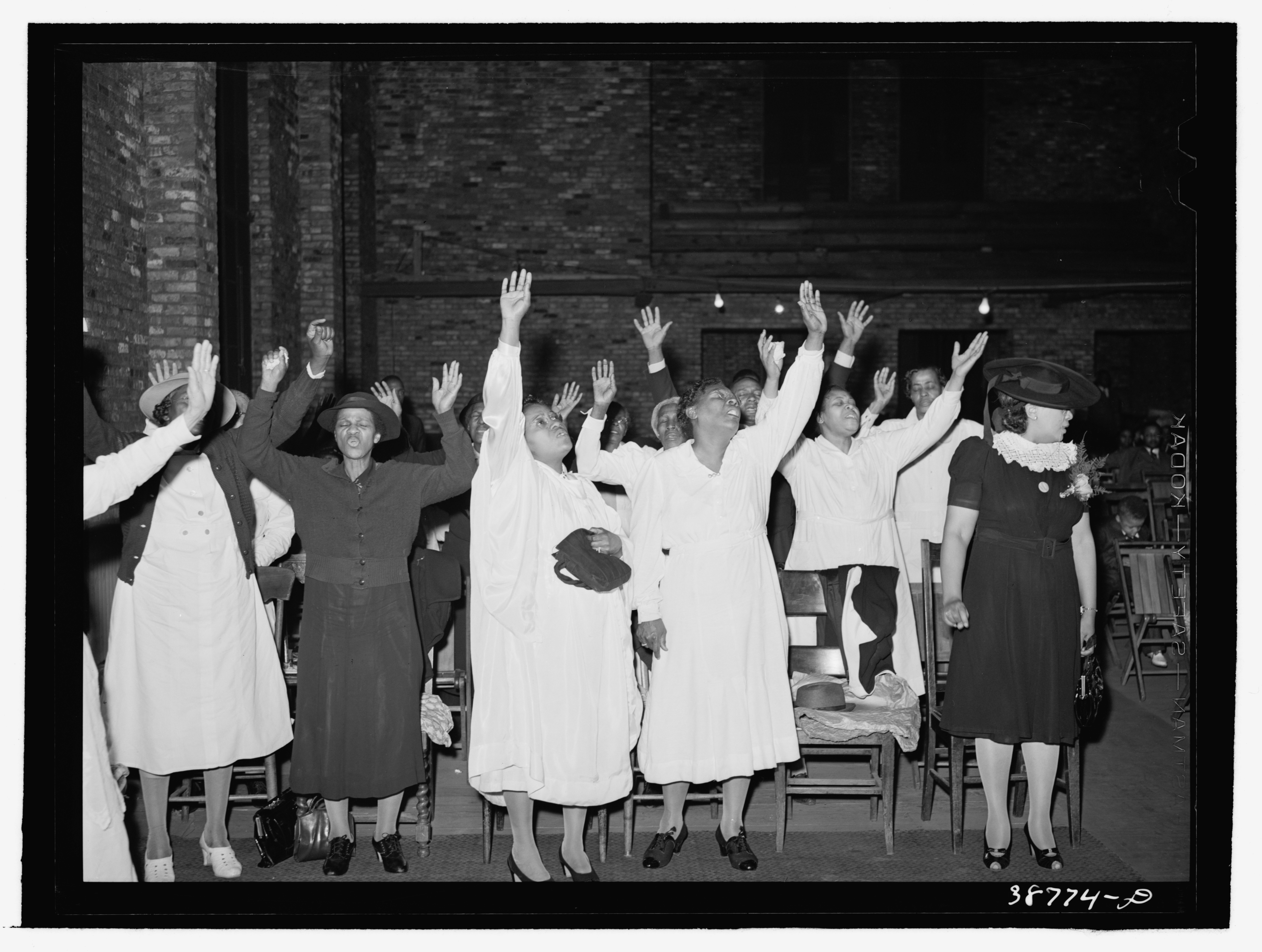
Các phụ nữ trong một buổi thờ phượng của phong trào Ngũ tuần

Nhiều tín hữu Ngũ Tuần và Ân tứ tin rằng, ngoài khả năng nói các thứ tiếng, họ còn có những trải nghiệm tâm linh khác, thường được thể hiện trong các buổi nhóm của họ như: cười to tiếng, co giật, nhảy múa, hoặc kêu la, chạy, khóc lóc dữ dội, té ngã xuống sàn nhà dưới "quyền năng" của Chúa Thánh Linh (họ gọi là "bị giết trong Thánh Linh"), hay lăn lộn trên mặt đất.
Theo giải thích của tín hữu Ngũ Tuần, hiện tượng "bị giết trong Thánh Linh", hoặc té ngã xuống sàn nhà, xảy ra khi cơ thể con người không thể chống chọi nổi quyền năng của Thiên Chúa. Họ cho rằng có những trải nghiệm tương tự được chép trong Kinh Thánh như trường hợp của Saul trên đường xuống thành Damascus, Tiên tri Daniel, và Sứ đồ Giăng tại đảo Patmos.
Những người ủng hộ việc thể hiện các loại cảm xúc tôn giáo kể trên tin rằng đó là sự bày tỏ của Chúa Thánh Linh như được báo trước trong Cựu Ước, "Ta sẽ đổ Thần ta trên cả loài xác thịt; con trai và con gái các ngươi sẽ nói tiên trị; những người già cả các ngươi sẽ thấy chiêm bao, những kẻ trai trẻ các ngươi sẽ xem sự hiện thấy." Song, những người phản bác không đồng ý với cách ứng dụng câu Kinh Thánh này. Trái lại, họ xem hiện tượng đó là việc sẽ xảy ra "trong đời sau rốt, của những kẻ bội đạo mà theo các thần lừa dối, và đạo lý của quỷ dữ, bị lầm lạc bởi sự giả hình của các giáo sư dối…dùng những lời hư ngụy phàm tục..." Họ cũng viện dẫn giáo huấn của Phao-lô trong 1Corinthians 14: 32, 33 "Tâm thần của các đấng tiên tri suy phục các đấng tiên tri. Vả, Thiên Chúa chẳng phải là Chúa của sự loạn lạc, bèn là Chúa sự hòa bình.", nghĩa là mỗi tín hữu cần tự chủ và tôn trọng lẫn nhau để toàn thể hội thánh luôn được gìn giữ trong hòa bình và trật tự, không phải hỗn loạn. Cũng theo luận cứ này, tất cả ký thuật của Kinh Thánh về hiện tượng té ngã xuống đất trong quyền năng Thiên Chúa đều xuất phát từ lòng yêu mến và tôn kính dành cho Thiên Chúa, khi bất ngờ nhận biết sự hiện diện uy nghiêm của ngài. Đây là những trường hợp hiếm hoi chỉ xảy ra trong những biến cố mang ý nghĩa đặc biệt. Do đó, sẽ là một sự hiểu biết lệch lạc về các giáo huấn của Kinh Thánh khi tìm cách nhân rộng hiện tượng đặc biệt này thành tập quán cho số đông.

## Phong trào Ân tứ
Từ cuối thập niên 1950, Phong trào Ân tứ (Charismatic Movement) đương đại, chịu ảnh hưởng từ Phong trào Ngũ Tuần, bắt đầu phát triển trong vòng các giáo phái chính lưu thuộc cộng đồng Kháng Cách, cũng như trong các giáo hội Anh giáo và Công giáo Rôma. Không giống tín hữu Ngũ Tuần, rời bỏ giáo hội để thành lập các giáo phái mới, những người thuộc phong trào Ân tứ ở lại với giáo hội theo phương châm "Hãy đơm bông kết trái ngay tại chỗ Thiên Chúa vun trồng bạn". Trong Giáo hội Công giáo Rôma, phong trào Canh tân Đặc sủng (Charismatic Renewal) được khởi phát vào năm 1967.
Có những nhà lãnh đạo tôn giáo giành được sự tôn trọng đặc biệt của các tín hữu Ngũ Tuần, Albert Benjamin Simpson là một trường hợp như thế. Trong thời kỳ tiên khởi, nhiều quản nhiệm và giáo sĩ Ngũ Tuần được đào tạo tại Học viện Truyền giáo do Simpson thành lập. Do đó, Simpson và Hội Truyền giáo Phúc âm Liên hiệp (C&MA) có nhiều ảnh hưởng trên phong trào Ngũ Tuần, đặc biệt là các giáo phái Assemblies of God và Foursquare Church, không chỉ trong tinh thần truyền bá phúc âm, các giáo thuyết, mà còn là các bài thánh ca do Simpson sáng tác, cùng thuật từ Gospel Tabernacle (Đền tạm Phúc âm), sau này, các nhà thờ Ngũ Tuần thường lấy tên Full Gospel Tabernacle. Charles Price Jones, một nhà lãnh đạo người Mỹ gốc Phi thuộc Phong trào Thánh khiết là một thí dụ khác. Những bài thánh ca của ông được sử dụng rộng rãi tại các giáo đoàn và các đại hội của giáo phái Church of God in Christ, cũng như trong các giáo phái Ngũ Tuần khác.

## Số lượng thành viên
Khó có thể có con số chính xác số lượng thành viên các giáo phái Ngũ Tuần, do có sự khác biệt lớn giữa các ước tính từ các nguồn khác nhau. Có lẽ một phần là do người ta thường tính luôn những tín hữu thuộc các giáo hội khác có thiện cảm hoặc thực hành một số tập quán Ngũ Tuần vào con số chính thức. Ước tính đến năm 2000, có khoảng 115 triệu tín hữu Ngũ Tuần trên khắp thế giới. Các giáo đoàn Ngũ Tuần tăng trưởng mạnh tại những quốc gia đang phát triển, mặc dù quyền lãnh đạo các hội đoàn quốc tế vẫn ở trong tay các giáo hội ở Bắc Mỹ. Nhà thờ Yoi do Full Gospel ở Hàn Quốc được xem là giáo đoàn Ngũ Tuần lớn nhất thế giới, con số thành viên do nhà thờ này công bố là khoảng 830 000 (năm 2007), với 3 000 người gia nhập mỗi tháng.

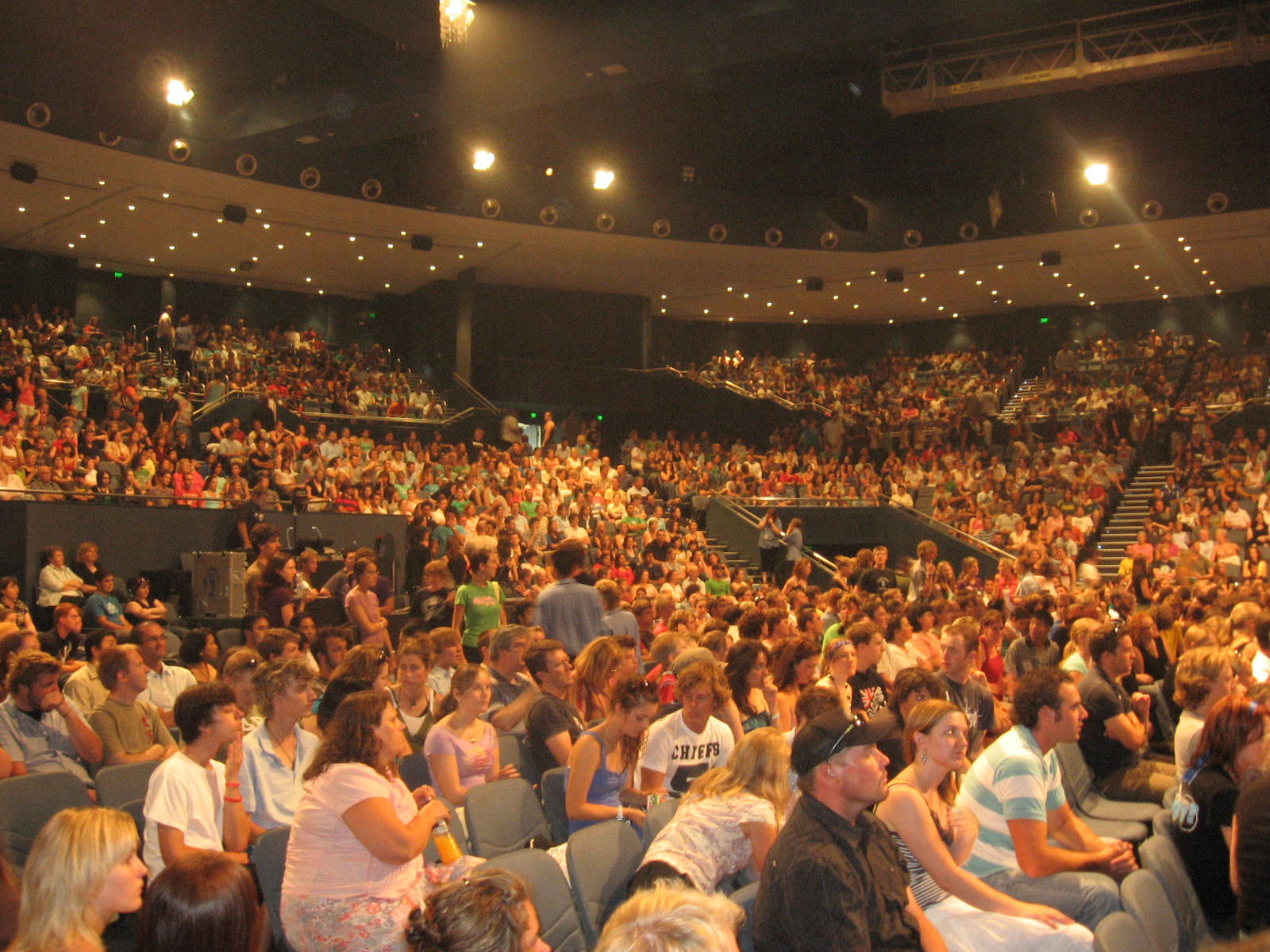
Bên trong Nhà thờ Hillsong Church

Tại Sydney, Úc, Nhà thờ Hillsong thuộc giáo phái Ngũ Tuần Hội chúng của Đức Chúa Trời (Asssemblies of God), là nhà thờ lớn nhất với hơn 20 000 người tham dự các lễ thờ phượng mỗi tuần. Giáo đoàn Hillsong nổi tiếng với chương trình âm nhạc Cơ Đốc, thờ phượng và tôn vinh Thiên Chúa. Những bài thánh ca và nhạc phúc âm của Hillsong được phổ biến tại nhiều nơi trên thế giới, một số là đĩa vàng và đĩa platium tại Úc.
Theo Ed Gitre, trong một bài viết đăng trên tạp chí Christianity Today, Phong trào Ngũ Tuần là "đức tin sinh động trong vòng người nghèo, tiếp cận đời sống thường nhật của tín hữu, cống hiến cho họ không chỉ niềm hi vọng mà còn là một lối sống mới...Các nhà thờ Ngũ Tuần rất thành công trong việc thu nạp thành viên là những người nghèo nhất từ trong giới dân nghèo." Thông điệp của những người Ngũ Tuần tập chú vào cuộc sống đời này, họ miêu tả Chúa Giê-xu là "một con người có thật và gần gũi; Ngài làm cho họ nhiều điều kỳ diệu giữa những thăng trầm của cuộc sống thường nhật. Ngài đuổi quỷ, đáp ứng những nhu cầu cụ thể như thức ăn, chỗ ở." Ngay cả ngôn ngữ tôn giáo, họ cũng cố chuyển hóa thành một loại hình giao tiếp cụ thể với thế giới siêu hình qua hiện tượng nói tiếng lạ.

### Các Trung tâm và Tạp chí
- Journal of Pentecostal Theology Lưu trữ ngày 2 tháng 6 năm 2008 tại Wayback Machine is published by SAGE publications. The editorial board is composed of members of the Church of God Theological Seminary faculty.
- The REFLEKS journal Lưu trữ ngày 17 tháng 6 năm 2009 tại Wayback Machine is published by REFLEKS-Publishing in Oslo, Norway and contains scholarly Scandinavian and English articles on Pentecostalism and neo-Pentecostalism.
- Encounter: Journal for Pentecostal Ministry Lưu trữ ngày 9 tháng 6 năm 2007 tại Wayback Machine is a published by the Assemblies of God Theological Seminary (AGTS)
- The European Research Network on Global Pentecostalism (GloPent) is an initiative by three leading European Universities in Pentecostal studies networking academic research on Pentecostal and Charismatic movements.
- Hollenweger Center Lưu trữ ngày 18 tháng 4 năm 2009 tại Wayback Machine for the interdisciplinary study of Pentecostal and Charismatic movements at the Free University of Amsterdam
- Cyberjournal for Pentecostal Charismatic Research
- Flower Pentecostal Heritage Center Lưu trữ ngày 9 tháng 4 năm 2019 tại Wayback Machine (Assemblies of God archives), one of the largest collections of materials documenting the global Pentecostal movement; website contains free research tools, including over 200,000 digitized pages of periodicals and online catalog with over 55,000 entries.